# Partition graphique
Une partition graphique est une forme de notation musicale qui utilise des symboles et des indications textuelles non conventionnelles pour indiquer la manière dont doit être interprété un morceau de musique. Elle est fréquemment utilisée dans la musique expérimentale, qui dans de nombreux cas est délicate à transcrire en utilisant la notation standard.

## Types de notations graphiques
Une notation musicale graphique peut se présenter sous différentes formes : 
- Des partitions graphiques, dans lesquelles la musique est représentée par des symboles et des illustrations :Partition de Hans-Christoph Steiner pour Solitude, créée en utilisant les structures de données du logiciel Pure Data.

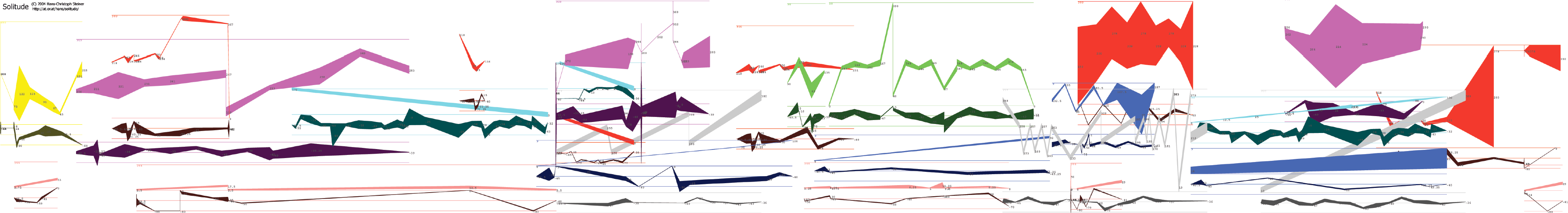
Partition de Hans-Christoph Steiner pour Solitude, créée en utilisant les structures de données du logiciel Pure Data.

Cette notation peut être un système basé sur les durées et la hauteur des notes, tout comme la musique représentée par les portées traditionnelles ou laissé à l'appréciation des interprètes (comme dans pour Earle Brown qui s'appuya pour la création de la première partition graphique  "Folio"  ainsi que "4 system" dès 1952 sur l'expérience de la peinture de Jackson Pollock et ses Dripping ainsi que des mobiles (Mobile_(art)) d'Alexander Calder.
- Des partitions-textes, dans lesquelles la musique et ses orientations sont écrites sous forme de texte ordinaire, l'interprétation étant laissée à l'appréciation du musicien.

Un exemple de notation textuelle est 4′33″ de John Cage, dans laquelle la partition se limite à un texte décrivant la dynamique à adopter par l'interprète.
- Des portées n'indiquant que la hauteur relative des notes, les notes effectivement jouées n'étant décidées qu'au moment de l'interprétation.

- Des notations de type piano roll, empruntées aux systèmes de notation utilisés dans les années 1905 et 1960 par les pianos mécaniques ; cette notation est à présent courante dans les séquenceurs MIDI utilisés dans la création musicale assistée par ordinateur.

## Symboles graphiques
Un aspect plus courant de la notation musicale graphique est l'incorporation de symboles afin de donner aux interprètes des informations concernant le morceau à jouer. Ces symboles ont fait leur apparition dans les travaux de certains compositeurs d'avant-garde comme Karlheinz Stockhausen et Krzysztof Penderecki ainsi que dans les œuvres expérimentales de compositeurs comme John Cage et Earle Brown dans les années 1950 et 1960. Chez les premiers les symboles visaient à l'obtention d'un résultat sonore précis, tandis que dans le cas des deuxièmes, utilisant des notations entièrement graphiques, les partitions étaient souvent volontairement ambiguës et ouvraient donc la voie à plusieurs interprétations possibles. Les symboles suivants constituent les éléments de base de certaines partitions contemporaines :
|  | Ligne indiquant la durée relative des notes.                                     |
|  | Espacement relatif entre les notes (selon l'espacement des hampes).              |
|  | Autre indication d'espacement relatif entre les notes.                           |
|  | Notes en « faisceau », indiquant une accélération du débit.                      |
|  | Notes en « faisceau », indiquant un ralentissement du débit.                     |
|  | Hauteur de note pouvant être supérieure/hauteur de note pouvant être inférieure. |
|  | Cluster / cluster glissando.                                                     |
|  | Long point d'orgue.                                                              |

## Compositeurs ayant utilisé des partitions graphiques
Parmi les compositeurs ayant utilisé les notations graphiques on peut citer :
- Jean-Yves Bosseur
- Earle Brown
- Herbert Brun
- John Bergamo
- John Cage
- Cornelius Cardew[1]
- George Crumb
- Brian Eno
- Morton Feldman
- Loïc Guénin
- Barry Guy
- Alfred Harth
- Roman Haubenstock-Ramati
- Mauricio Kagel
- Panayiotis Kokoras
- Yuri Landman
- György Ligeti
- Gabriel Paiuk
- Norbert Walter Peters
- Krzysztof Penderecki
- Roger Reynolds
- Wadada Leo Smith
- Karlheinz Stockhausen
- Christian Wolff
- John Zorn
- Iannis Xenakis